# Губино (Краснопрудская волость)
Губино — деревня в Краснопрудской волости Псковского района Псковской области России.
Расположена в 5 км к юго-востоку от волостного центра Кирово.
| 2001 | 2002 | 2010 |
| ---- | ---- | ---- |
| 6    | ↗8   | ↘7   |